# 79. sydlige breddekreds
Den 79. sydlige breddekreds (eller 79 grader sydlig bredde) er en breddekreds, der ligger 79 grader syd for ækvator. Den løber gennem Sydlige Ishav og Antarktis.